# Chó sục Na Uy
Chó sục Na Uy là một giống chó có nguồn gốc từ Vương quốc Anh, và được lai tạo để săn lùng các loài gặm nhấm hoặc động vật gặm nhấm có kích thước nhỏ. Với một tính cách thân thiện, Chó sục Na Uy ngày nay chủ yếu là một giống chó được nuôi để làm bạn với con người. Tuy là một trong những giống chó sục nhỏ nhất, những con chó giống này lại thường khỏe mạnh, nhưng tương đối hiếm, một phần do số lượng chó con sinh từ một lứa đẻ ít và thông thường thì khi sinh, chó sục Na Uy cần phải mổ lấy thai. Cái tai dựng của giống chó này tương đồng với giống chó sục Norfolk.

## Tính cách
Chó sục Na Uy là giống chó có kích thước tuy nhỏ nhưng khỏe mạnh này có thể rất can đảm, thông minh và trìu mến. Chúng có thể quyết đoán, nhưng đó không phải yếu tố chính để chúng trở nên hung dữ, thích gây gổ hoặc nhút nhát. Chó sục Na Uy rất năng động và phát triển nhanh trong một cuộc sống năng động. Chúng thường tỏ ra đói và sẽ ăn bất cứ thứ gì ăn được. Chúng tuy tỏ vẻ háo hức muốn làm việc nhưng cũng có tâm tư riêng.
Chó sục Na Uy rất nhạy cảm với việc trách mắng. Chó sục Na Uy không nên thường xuyên bị bỏ lại bên ngoài hoặc nuôi nhốt trong cũi chó bởi vì chúng có tính cách thích sự đồng hành cùng với chủ sở hữu. Giống chó này không có thói quen sủa khi cảm thấy không cần thiết, nhưng chúng cũng sẽ cảnh báo về một người lạ khi họ đến gần. Một khi chúng nhận ra rằng không có mối đe dọa, chó sục Na Uy có thể rất nhanh chóng trở thành bạn bè ngay lập tức. Giống chó này, nhìn chung là rất thích hợp với trẻ em và nếu giới thiệu chúng làm vật nuôi cho một gia đình khác, hãy giới thiệu rằng chúng là một giống chó có thói quen hòa bình, mặc dù cũng nên thận trọng hơn khi có nuôi vật nuôi thuộc nhóm động vật gặm nhấm vì chó sục Na Uy có thể nhầm lẫn chúng với con mồi.